# Hegedűs László (református lelkész)
Hegedűs László (Sárospatak, 1814. november 13. – Budapest, 1884. február 28.) a Tiszáninneni Református Egyházkerület alsózempléni esperességének esperese, országgyűlési képviselő, az MTA levelező tagja.

## Élete, munkássága
Tanulmányait szülővárosában kezdte és 1829. július 17-én az akadémiai tanfolyamra mozdíttatott elő. A bölcseleti és teológiai tudományokon kívül jogi leckéket is hallgatott egy évig. 1836-ban Eperjesen, 1837-ben pedig Poprádon tanult. 1838-ban köztanító lett a retorikai osztályban. Már ekkor kedvelt szónok volt. 1839. július 28-án a sárospatakiak megválasztották rendes papnak. Mielőtt azonban állását elfoglalta, külföldre ment és a berlini egyetemen a bölcseletet és hittant hallgatta. 1840. július 26-án mint lelkész tartotta Sárospatakon beköszöntőjét. Barátjával, Erdélyi Jánossal együtt a tanügy, különösen egy tanítóképző elindításán buzgólkodott.
A szabadságharcban ténylegesen nem vett részt, de lelkesítő beszédei miatt az abszolutizmus ideje alatt zaklatásoknak volt kitéve. Az 1850-es évek elején Erdélyi Jánossal a népiskolai oktatás emelésén fáradozott; az ő terve és felügyelete alatt megindult a Népiskolai Könyvtár című kiadvány.
1855-ben az alsó-zempléni egyházmegye megválasztotta espereséül. Híressé lettek ez időbeli hivatalos körlevelei, melyekben a papságot az iskolák rendezésére és a teendők egész sorozatára utasította és lelkesítette. 1857-ben megindította Erdélyi Jánossal és Szeremlei Gáborral a Sárospataki Füzeteket, melynek szerkesztését később, 1859-ben tanártársaiknak, Antalinak és Sárvainak adtak át; ők ketten továbbra is megmaradtak a folyóirat kiadóinak és munkatársainak.
Hegedűs Lászlónak több tanulmánya jelent meg ebben a folyóiratban, többek között:
- Egyházi alkotmányról (1857),
- Skót presbiteri alkotmányról (1858),
- A protestáns egyház viszonyáról az államhoz (1858) (történeti és államjogi szempontból írott értekezés),
- A szeptemberi szövetséggyűlés,
- Adatok és tanok a XVII. századi magyar református egyház életéből (1858–59),
- A Tiszáninneni helvét hitvallású egyházmegyék kormányzata a Carolina resolutio kiadatása előtt (1859).

1858–59-ben egyike volt azoknak a protestáns előkelőségeknek, akik a protestáns egyházat szabályozni kívánó császári pátens ellen nagy tevékenységet fejtettek ki.
Ezeken kívül számos más teológiai és bölcsészeti munkát is írt. Nagyobb filozófiai munkája, mely a magyar bölcsészeti szakirodalom terén úttörőnek tekinthető és mely alapján őt az MTA 1860. október 9-én Erdélyi János ajánlatára levelező tagjának is választotta. Székfoglalója: Az ész ismerő tehetségei, az értelem és érzékiség 1861-ben jelent meg.
Az 1866-i püspökválasztásnál pár szavazattal maradt kisebbségben. 1867-ben betegeskedése miatt lemondott esperesi és lelkészi hivataláról. Szinyei Gerzson indítványára, az általa készített alapszabályokkal alakult sárospataki irodalmi kör 1873. december 20-án elnökéül választotta. 1870-ben az egyházkerület megválasztotta a főiskola világi algondnokának, s mint ilyen szellemi újjáteremtője volt a sárospataki főiskolának.
1875-ben Zemplén megye olaszliszkai kerülete országgyűlési képviselőjéül választotta, a függetlenségi párthoz csatlakozott. Gyakran felszólalt a ház tanácskozásaiban, hol mindig figyelemmel hallgatták és beszédei által nemcsak saját pártjának, de a többi pártok tiszteletét is kivívta. A népiskolai törvény tárgyalásánál, különösen a közoktatásügyi bizottságban élénk részt vett, a tantervek és tankönyvek kidolgozása és megállapítása munkálataiban.
1884-ben Budapesten érte a halál. Holttestét hazaszállították Sárospatakra. A párt nevében Budapesten Mocsáry Lajos búcsúzott tőle, Sárospatakon pedig Herman Ottó.

## Munkái
1. Beköszöntő beszéd, melyet júl. 26. 1840. tartott. Sáros-Patak, 1840.
2. Abc és elemi olvasókönyv, népiskolák számára. Sáros-Patak, 1853. (Ötezer példányban nyomatott; 2. kiadás, 1853., 3. k. 1855., 7. k. 1863. Sáros-Patak, nyolc kiadást ért).
3. EIemi oktatás beszéd-, írás- és olvasásban, Sáros-Patak, 1853.
4. Erkölcsi és vallásos olvasókönyv. Népiskolák számára. Sáros-Patak, 1854.
5. Vezérkönyv a magyar nyelv tanításában. Tanítók számára. Sáros-Patak, 1855. (3. kiadás, Sáros-Patak, 1865.)
6. Magyar nyelvtan algymnasiumok számára. Sáros-Patak, 1855.
7. Magyar nyelvtan népiskolák számára. Sáros-Patak, 1855. (5. kiadás 1862. Sáros-Patak.)

Cikkeket írt a Protestáns Egyházi és Iskolai Lapba (leginkább kedvenc tárgyai: a vallás és bölcselet, azután a népnevelés ügyében, a Hegel tudományára való előszeretettel és a hittanban a Friedrich Schleiermacher kezdeményezése után a hegeli gondolkozás védője).
Az MTA Értesítőjében (II. oszt. 1861. II. k. Az érzékiség és értelem.), A sárospataki református egyház nevezetesb eseményei és papjainak rövid életrajza (P. E. I. L., 1847.), Imák templomi használatra nyáron (Egyh. Tárca, 1854–55.).
Kéziratban maradt egy nagyobb, befejezetlen filozófiai munkája. Levelei 1859. máj. 11. Kun Dánielhez és 1861. aug. 10., 14. Erdélyi Jánoshoz (Erdélyi Pál gyűjteményében).